# Kirche Rippersroda

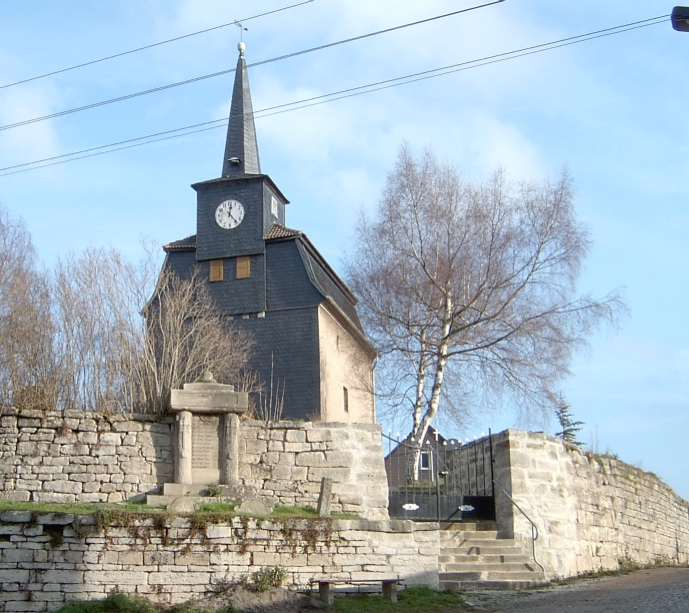
Kirche Rippersroda

Die evangelisch-lutherische, denkmalgeschützte Kirche Rippersroda steht in Rippersroda, einem Ortsteil der Stadt Plaue im Ilm-Kreis von Thüringen. Die Kirchengemeinde Rippersroda gehört zum Pfarrbereich Geratal im Kirchenkreis Arnstadt-Ilmenau der Evangelischen Kirche in Mitteldeutschland.

## Beschreibung
Die Saalkirche wurde 17. Jahrhundert unter Einbeziehung des Vorgängerbaues errichtet. Das Langhaus und der Chor haben einen rechteckigen Grundriss. Im Osten befindet sich ein kleiner Anbau für die Sakristei sowie im Westen ein Vorbau jeweils in Fachwerk. Auf der Westseite des Mansarddaches erhebt sich ein schiefergedeckter viereckiger Dachturm mit einem spitzen, achtseitigen Helm.
Der Innenraum des Langhauses hat zweigeschossige Emporen, die Flachdecke darüber ist aus Holz. Zwischen den Emporen ist das Kirchenschiff mit einem hölzernen Tonnengewölbe überspannt. Nach Osten öffnet sich das Langhaus zur Sakristei durch einen profilierten Rundbogen. Im Bogen steht der Kanzelaltar aus dem 18. Jahrhundert. Die Orgel mit 11 Registern, verteilt auf zwei Manuale und Pedal, wurde 1861 von Ludwig Ratzmann gebaut.
1885 restauriert.